# Alix et les Merveilleux
Alix et les Merveilleux est une série télévisée jeunesse québécoise en 195 épisodes de 24 minutes produite par Avanti Groupe et diffusée entre le 9 septembre 2019 et le 17 décembre 2021, du lundi au vendredi à 7 h 30 à la Télévision de Radio-Canada, et à partir du 23 septembre 2019 à 17 h 30 à Télé-Québec. La série est en partie écrite par Jean-François Bélanger, également auteur pour Les Bienvenu... ou presque !.

## Synopsis
Alix, curieuse et imaginative, a trouvé sous l'escalier de sa maison un passage menant à un autre monde où vivent des personnages: le Chapelier, le Lelièvre, la scientifique Lapin, Grande-Patronne, Gros Coco, un œuf, le Chef de la sécurité, et Morse, un vieux sage. Dans ce monde où la fantaisie règne et où rien n’est impossible, Alix et les Merveilleux vivent des aventures incroyables!

## Distribution
- Rosalie Daoust : Alix
- Jean-Philippe Lehoux : Chapelier
- Luc Bourgeois : Papa / Lelièvre
- Cynthia Wu-Maheux : Maman / Lapin (Saison 1)
- Ines Talbi : Maman / Lapin (Saisons 2 et 3)
- Alex Desmarais : Gros-Coco
- Marilyn Castonguay : Grande-Patronne
- Didier Lucien : Morse
- Martin Héroux : Chef de la sécurité

## Fiche technique
- Titre original : Alix et les Merveilleux
- Création : 2019
- Réalisateur.ice.s : France Bertrand, Martine Boyer, Guillaume Lonergan, Pierre Lord et Geneviève Poulette
- Idée Original : Jean-François Bélanger
- Conseillers à la scénarisation : Amélie Blais, Martin Doyon, Sylvie Fréchette, Dominique Gagné, Maryse Joncas et Marie-Josée Ouellet
- Auteurs : Jean-François Bélanger, Manon Berthelet, Muguette Berthelet, Jocelyn Blanchard, Donald Bouthillette, Marc-André Brunet, Valérie Caron, Pascal Chevarie, Daniel Chiasson, Raphaël Codebecq, Christine Doyon, Mathilde Dumont, Philippe Gendron, Marie-Élène Grégoire, Marie-Hélène Lapierre, Kristine Metz, Malorie Nault-Cousineau, Sylvain Ratté, Julien Tapp et Alex Veilleux
- Musique : Philippe Brault
- Créatrice de costume : Mireille Vachon
- Concepteur visuel : Marc Ricard
- Productrice au contenu : Luc Déry, Marie-Hélène Laurin
- Productrice déléguée : Amélie Vachon (Saisons 1 et 2), Valérie Côté (Saison 3)
- Producteur : Luc Wiseman
- Productrices exécutives : Patricia Blais (Saison 3)
- Sociétés de production : Avanti Groupe
- Pays d'origine : Canada
- Langue originale : Français
- Genre : Jeunesse
- Nombre de saisons : 3
- Nombre d'épisodes : 195 épisodes
- Durée : 30 minutes

## Épisodes

### Première saison (2019)
1. De l'autre côté du miroir
2. Le gros Coco
3. Je peux tout faire!
4. Le Morse et la plage
5. Moi, moi et encore moi!
6. Les grandes tâches obligatoires
7. Croque-Pinotte
8. Champion mondial de cocoball
9. Une histoire tirée par les cheveux
10. La folle journée des récoltes folles
11. Un éléphant, ça oublie énormément
12. Le ver d'oreille
13. Dur d'être mou
14. Régime et bananes
15. On change de place !
16. Le Coco pleins d'idées!
17. Merveilles en spectacle
18. À deux c'est parfois mieux
19. La maladie d'Alix
20. Peur pas peur, j'y vais!
21. La parfaite casquette parfaite
22. La grande visite
23. La cocourse à obstacles
24. Atchoeuf!
25. Planchatouille
26. La chasse au trésor
27. De soleil et d'eau fraiche
28. Le festival hareng
29. Silence, on joue!
30. À chacun son héros
31. Pas touche à ma casquette
32. Les vacances du chef
33. Interdit de fouiller
34. Le bonnet bousillé
35. Donné, c'est donné, mais…
36. Les insectes attaquent!
37. La surprise de la grande patronne
38. Le plaisir de l'un fait le festival des autres
39. Les carottes "plus"
40. Le gros Co-Courrier
41. Gastronomie et politesse
42. La soucoucoupe volante
43. La mélodie des chutes de feuilles
44. Le soufflé de Sa Majesté
45. Loupe et sel de mer
46. Le grand vol
47. Les mouches farouches
48. Au travail!
49. Recoller les pots cassés
50. L'œil-de-tigre
51. À la recherche du trousseau perdu
52. Le pouvoir de la musique
53. Un chapeau qui a du génie
54. Le jour du Tour
55. Le merveillomètre
56. Le rire, c'est du sérieux!
57. La quatrième roue du carosse
58. Plus de peur que de mal
59. Gros-Coco, Super magicien magique
60. Un cadeau pour maman!
61. La baguette magique
62. Petit hic à saveur d'Afrique
63. Une belle journée
64. Mystère et gommes ballons
65. La pause épuisante!

### Deuxième saison (2020)
1. Chalet de bois et château de cartes
2. La malediction de Toutencamion
3. Le coquillage-bavardage
4. Le traineux
5. Le grand vide royal
6. La maison hantée
7. Alix la Brave
8. Le grand ménage
9. Alix et le Capitaine Crevette
10. Le concours de danse
11. Le héros du jour
12. Y'a un trou dedans ton sceau, chère Alix
13. Une banquise pour Morse
14. La fièvre orange
15. Les plumes chatouilleuses
16. Le pinceau effaceur
17. La grande journée des animaux
18. La tempête mystère
19. La rose-ronfle
20. Mieli-Mielo
21. Le morceau manquant
22. Le nouveau meilleur ami!
23. La grande journée d'évaluation
24. Le marathon du grille-pain
25. Le piccolo à coulisse
26. La fête du Chanspouet
27. Jeux de mémoire
28. Du dur et du sucré
29. La plante carnivore
30. Un chef de trop
31. La bourrasque musicale
32. La collaversaire
33. Princesse Alixia
34. Bienvenue dans le club
35. La lettre disparue
36. Le géant poilu
37. La nuit des étoiles filantes
38. La pique-panique!
39. À la recherche des sons perdus
40. Le roi Lelièvre
41. La roche magique
42. Le retour de SuperSuper!
43. Alix et la tortulipe
44. L'œuf-araignée
45. La fête des couronnes
46. La patte chanceuse!
47. Le Chapelier relax
48. Fripouille, embrouilles et gribouillis!
49. Alix et le resto de Morse
50. Chapelier, tu dors
51. L'inspiration de Grande-Patronne
52. La boucle d'oreille
53. L'arbre à planches
54. Les Olympiades de la forêt
55. Le cocochemar!
56. Un voisin encombrant
57. La peinture à numéros
58. Le banjo triste
59. Le clone
60. Les élections
61. Le discours du cœur
62. Mêle-toi de tes oignons!
63. Les lunettes devinette
64. Le bal des moustaches
65. Ça suffit, le chalet!

### Troisième saison (2021)
1. L'Académie
2. Lelièvre Déménage
3. Le très très long formulaire
4. Le golf minuscule
5. Chapelier chevalier
6. Le chatondu
7. Grand-Patron Coco
8. Taquiner la perfroide
9. Une nuit au chalet
10. Domino Boum Boum Laflammèche
11. L'odeur perdue
12. Non aux « non » !
13. La créature nocturne
14. Les volontés de Gros-Coco
15. La surprise manquée
16. Le cirque
17. Alix et le comptoir magique
18. Les merveillosaures
19. Dodo, Soleil!
20. Comme des jumeaux
21. Le jeu vidéo Merveilleux
22. Alix la comique
23. Le test de Grande-Patronne
24. Chef s'impose chez Lelièvre
25. Les cocoquilles
26. Lelièvre fait du sport
27. L'épée désenchantée
28. La frousse de Morse
29. Le gâteau rose
30. La cabane de coussins
31. Météo-zapette
32. Le râgout de tout
33. Le catas-trophée
34. Les gants rouges
35. L'effrayant chevalier
36. Gros-Coco, chef cuisinier
37. Pas le temps de jouer!
38. Le cocourniquet
39. Agent secret Alix 002
40. Des pois et des poids
41. La scaranouille
42. Le cerceau rétrécisseur
43. Super duel
44. À l'eau, Coco!
45. L'oisoubli
46. Alix la shérif
47. Les minis-merveilleux
48. Le mystère des pieds collés
49. Rêver l'avenir
50. Les Croco-Pirate
51. Le départ de Grande-Patronne
52. Les grands jeux des petits gestes
53. Morse, Lancelot d'un jour
54. Cococoquin
55. La flèche bottée
56. Le château de cartes
57. Cocolin
58. Le coffre-fort mystère
59. La finale de hockey
60. Les livraisons de Gros-Coco
61. Le retour de Chef
62. La boîte à images
63. Le meilleur pays du monde
64. Les vacances de chef
65. Le cadeautier

## Volet numérique
Sur Coucou - jeux (Télé-Québec) et sur Zones des petits  (Radio-Canada), cinq jeux pour les 4 à 7 ans sont offerts avec les personnages de la série dans le but de s'amuser et d'apprendre.
- La double course à obstacles de Gros-Coco
- Code Alix : Libère Lapin et Maman
- Le fabuleux atelier de Chapelier
- Les sons de Papa et Lelièvre
- Les mystérieux objets de Morse

## Récompenses

### Gémeaux
- Meilleur premier rôle masculin jeunesse : Jean-Philippe Lehoux (2020) [4]
- Meilleur rôle de soutien féminin jeunesse : Marilyn Castonguay (2020)
- Meilleur rôle de soutien féminin jeunesse : Marilyn Castonguay (2021)[5]